# 卡比·奥马尔
卡比·奥马尔（土耳其語：Câbî Ömer Efendi，约1750年—1814年2月4日）是圣索菲亚清真寺的卡比，活跃于塞利姆三世、穆斯塔法四世、默罕默德二世当政时期，写有奥斯曼帝国编年史。